# 彼岸
- 立春
- 雨水
- 啓蟄
- 春分
- 清明
- 穀雨
- 立夏
- 小満
- 芒種
- 夏至
- 小暑
- 大暑
- 立秋
- 処暑
- 白露
- 秋分
- 寒露
- 霜降
- 立冬
- 小雪
- 大雪
- 冬至
- 小寒
- 大寒

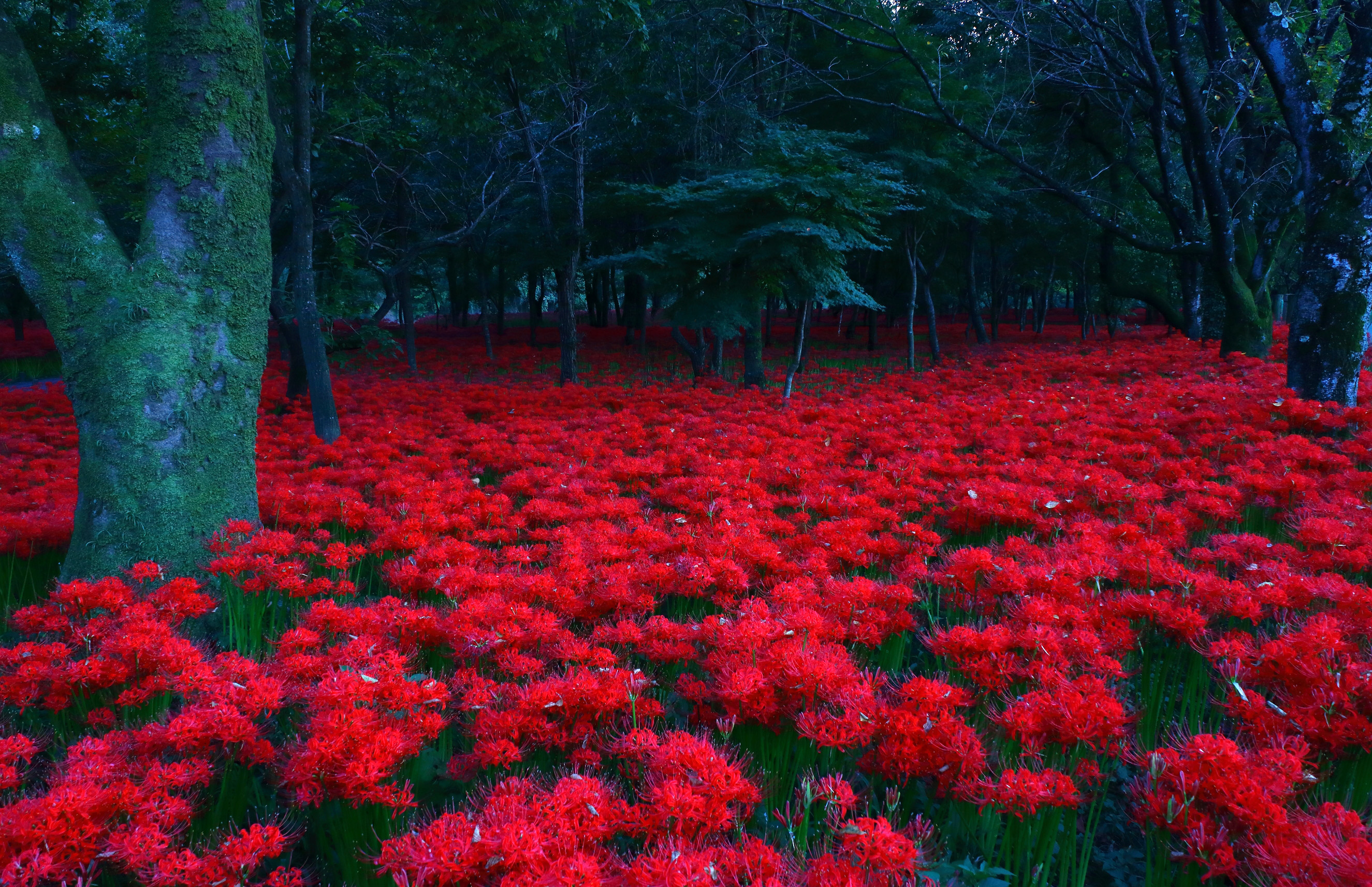
ヒガンバナ

彼岸（ひがん）とは、日本の雑節の一つで、春分・秋分を中日（ちゅうにち）とし、前後各3日を合わせた各7日間（1年で計14日間）である。この期間に行う仏事を彼岸会（ひがんえ）と呼ぶ。
最初の日を「彼岸の入り」最後の日を「彼岸明け」と称する。俗に、中日に先祖に感謝し、残る6日は、悟りの境地に達するのに必要な6つの徳目「六波羅蜜」を1日に1つずつ修める日とされている。

## 起源

### 語源
サンスクリットのpāram（パーラム）の意訳であり、仏教用語としては、「波羅蜜」（Pāramitā パーラミター）の意訳「至彼岸」に由来する。
Pāramitāをpāram（彼岸に）+ita（到った）、つまり、「彼岸」という場所に至ることと解釈している。悟りに至るために越えるべき渇愛や煩悩を川（暴流）に例え、その向こう岸に涅槃があるとする。ただし三途川とは無関係である。
ただし、「波羅蜜」の解釈については異説が有力である。

### 由来
浄土思想でいう「極楽浄土」（阿弥陀如来が治める浄土の一種、西方浄土）は西方にあり、1年の内で2度、昼と夜との長さが同じになる春分と秋分は、太陽が真東から昇り、真西に沈むので、西方に沈む太陽を礼拝し、遙か彼方の極楽浄土に思いをはせたのが彼岸の始まりである。昼夜・東西が平行になるお彼岸の時期には、「あの世」への門が開くといわれてきた。現在ではこのように仏教行事として説明される場合が多い。それがやがて、祖先供養の行事へと趣旨が変わって定着した。
しかし、彼岸の行事は日本独自のものでインドや中国の仏教にはないことから、民俗学では、元は日本古来の土俗的な太陽信仰や祖霊信仰が起源だろうと推定されている。五来重は彼岸という言葉は、豊作を太陽に祈願する太陽信仰の言葉の「日の願い」が、「日願（ひがん）」として、仏教語の「彼岸」と後から結びついたものであるとする。民間習俗と彼岸の名称とその時期とが結合して、仏教行事になり、歳時習俗として生活の中に大きな存在となった、と指摘する。

### 歴史
延暦25年（806年）、日本で初めて仏教行事としての彼岸会が行われた。『日本後紀』延暦25年（806年）2月条に、「毎年春分と秋分を中心とした前後7日間、「金剛般若波羅蜜多経」を崇道天皇（早良親王）のために転読させた」と怨念を鎮めるためであった。そして3月17日に朝廷の太政官から「五畿内七道諸国」の、国分寺の僧に春分・秋分を中心とする7日間に金剛般若波羅蜜経を読ましむ命令が出ていて、これを命じた太政官符では以後、恒例とし、これが後に彼岸会になった。文応元年（1260年）には亀山天皇が六斎日と春秋の彼岸に殺生を禁じた。

## 風習

### 供物
日本で彼岸に供え物として作られる「ぼたもち」と「おはぎ」は同じもので、うるち米ともち米を炊いて軽くついてまとめ、分厚く餡で包んだ10cm弱の菓子として作られるのが今は一般的である。各地で手作りされていた時は様々なぼた餅やおはぎがあった。これらの名は、彼岸の頃に咲く牡丹（春）と萩（秋）に由来すると言われる。

## 時節
| 西暦                                   | 平成 | 閏年 | 春分 | 曜日 | 秋分 | 曜日 |
| -------------------------------------- | ---- | ---- | ---- | ---- | ---- | ---- |
| 1996                                   | 8    | 閏   | 3/20 | (水) | 9/23 | (月) |
| 1997                                   | 9    |      | 3/20 | (木) | 9/23 | (火) |
| 1998                                   | 10   |      | 3/21 | (土) | 9/23 | (水) |
| 1999                                   | 11   |      | 3/21 | (日) | 9/23 | (木) |
| 2000                                   | 12   | 閏   | 3/20 | (月) | 9/23 | (土) |
| 2001                                   | 13   |      | 3/20 | (火) | 9/23 | (日) |
| 2002                                   | 14   |      | 3/21 | (木) | 9/23 | (月) |
| 2003                                   | 15   |      | 3/21 | (金) | 9/23 | (火) |
| 2004                                   | 16   | 閏   | 3/20 | (土) | 9/23 | (木) |
| 2005                                   | 17   |      | 3/20 | (日) | 9/23 | (金) |
| 2006                                   | 18   |      | 3/21 | (火) | 9/23 | (土) |
| 2007                                   | 19   |      | 3/21 | (水) | 9/23 | (日) |
| 2008                                   | 20   | 閏   | 3/20 | (木) | 9/23 | (火) |
| 2009                                   | 21   |      | 3/20 | (金) | 9/23 | (水) |
| 2010                                   | 22   |      | 3/21 | (日) | 9/23 | (木) |
| 表の中の日付は、全て日本時による日付。 |      |      |      |      |      |      |

### 気候
日本の気候を表す慣用句に「暑さ寒さも彼岸まで」があり、残寒・残暑は彼岸のころまで続き、彼岸をすぎるとやわらぐという。

### 季語
俳諧では「彼岸」は春の彼岸を意味し、「彼岸」「彼岸前」「彼岸過」「中日」は春の季語である。これに対し、秋の彼岸は「秋彼岸」「秋の彼岸」と言う。

## 季節

### 春
春のお彼岸は春分の日（3月21日ごろ）を真ん中にした前後3日の1週間を指す。

### 秋
秋の彼岸は秋分の日（9月23日ごろ）を中心に挟んだ1週間である。

### その他
春分の日と秋分の日が「およそ何日」と曖昧に決められていることには理由がある。その前年の2月第1週の『官報』に国立天文台が公式の日付を掲載する。
地球は太陽の周りを1年間かけて公転しているが、その時間は365日ちょうどではなく、正確には365日と6時間ほどである。このため、昼夜の長さが同じになる位置（これを春分点、秋分点という）を地球が通過する時期にズレが生まれる。そのため、4年に一度「うるう日（2月29日）」を挿入してこれを防いでいる。